# 사라트 찬드라 차토파디아야

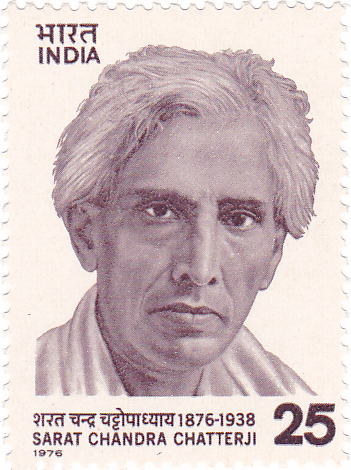

사라트 찬드라 차토파디아야(Sarat Chandra Chattopadhyay, 1876년 9월 15일 ~ 1938년 1월 16일)는 현대 인도의 벵골어 소설가로서 자연주의에 입각한 평이하고 사실적인 필치로, 현대 인도사회의 모순으로 괴로움을 받는 농민·여성 등의 모습을 깊은 동정으로 묘사하고 있다(<선생> <농촌 사회> <바라문의 딸> 등). 그 밖에 자서전적 소설에서도 <시리칸트> <방탕자(放蕩者)> 등 뛰어난 작품을 남기고 있다.